# Eustala redundans
Eustala redundans là một loài nhện trong họ Araneidae.
Loài này thuộc chi Eustala. Eustala redundans được Arthur Merton Chickering miêu tả năm 1955.